# Wilhelmina av Hessen-Kassel
Wilhelmina av Hessen-Kassel, född 25 februari 1726 i Kassel, död 8 oktober 1808 i Berlin, var en preussisk prinsessa genom sitt giftermål 1752 med prins Henrik av Preussen.
Hon var dotter till fältmarskalken Maximilian av Hessen-Kassel och var på dennes sida brorsdotter till bland andra lantgreve Vilhelm VIII av Hessen-Kassel och den svenske kungen Fredrik av Hessen. Hennes mor, Fredrika Charlotta av Hessen-Darmstadt (1698–1777) var dotter till lantgreve Ernst Ludvig av Hessen-Darmstadt. 
Wilhelmina beskrivs som vacker och charmerande och förtjust i makens hovmän. Det barnlösa paret separerade 1766 efter en påstådd otrohet från hennes sida med Friedrich Adolf von Kalckreuth. Medan von Kalckreuth förflyttades till Ostpreussen, bodde Wilhelmina därefter i ena sidoflygeln av Prins Henriks palats (idag Humboldtuniversitetet) vid Unter den Linden i Berlin. Maken bodde med sitt hov i den andra flygeln. Prins Henriks många nära relationer till manliga favoriter i sitt följe var också en kraftigt bidragande orsak till separationen, och på samma sätt som för drottningen Elisabet Kristina skvallrades det om orsaken till separationen och barnlösheten. Medan förhållandet till maken var ansträngt behöll Wilhelmina goda relationer till makens syskon.
Hedvig Elisabet Charlotta av Holstein-Gottorp beskrev henne vid sitt besök 1798 som : "En lång, ståtlig och bildad före detta skönhet med mycket fint sätt och intresse för litteratur, som representerar väl...". 
Hon var vid 80 års ålder en av få medlemmar av det preussiska kungahuset som stannade i Berlin under Napoleon I:s ockupation 1806. Hon avled 1808 och begravdes i Berliner Dom, till skillnad från maken som begravdes vid Rheinsbergs slott.